# Losgna nigrita
Losgna nigrita là một loài tò vò trong họ Ichneumonidae.